# Noordeindermeerpolder
De Noordeindermeerpolder is een droogmakerij in de Nederlandse provincie Noord-Holland. De droogmakerij maakt deel uit van de Eilandspolder.

## Geschiedenis
In 1644 viel de polder droog als gedeelte van het voormalige Noordeindermeer. Voor de polder werd niet het gehele meer drooggelegd, omdat plaatselijke vissers hadden bedongen dat zij een ruime waterplas zouden behouden om hun netten te spoelen. Als bijnaam kreeg de droogmakerij de naam mallemeer. Dit was mede omdat de twee molens waarmee de polder werd drooggemalen niet op het laagste punt stond, maar op een punt dat ruim een meter hoger lag. Binnen de Noordeindermeer bevinden zich ook ingedijkte stukken oud-land. Een ervan is het Boekven, dat zich aan de noordkant bevindt en de veel grotere “voorwayde” rond de oudelandsweg.
In de Tweede Wereldoorlog hebben de Duitse troepen een groot gedeelte van de Eilandspolder onder water gezet om de geallieerden te hinderen. De bedoeling was om Noordeindermeerpolder eveneens onder water te zetten, maar boeren konden de commandant van de Duitse troepen (gelegerd bij fort spijkerboor) overtuigen dat het meerdere dagen zou kosten, indien de Noordeindermeer ook vol zou moeten stromen. Hierop kreeg men toestemming om de polder te blijven bemalen. Dit vereiste plaatselijke ophoging van de dijk, waarvoor mest werd gebruikt.
In de jaren 70 van de 20e eeuw is de zelfstandige polder opgegaan in het waterschap Het Lange Rond.